# Brazil (film, 1985)
Pour les articles homonymes, voir Brazil.
Pour plus de détails, voir Fiche technique et Distribution.
Brazil est un film de science-fiction dystopique britannico-américain réalisé par Terry Gilliam, sorti en 1985.
Le cinéaste coécrit le scénario avec Charles McKeown et Tom Stoppard. Le personnage central du film est incarné par Jonathan Pryce. Robert De Niro, Kim Greist, Michael Palin, Katherine Helmond, Bob Hoskins et Ian Holm tiennent les autres rôles principaux. L'histoire relate les pérégrinations de Sam Lowry, un homme qui recherche la femme qui apparait dans ses rêves, qui a un travail abrutissant et vit dans un petit appartement dans un monde dystopique, bureaucratique et totalitaire qui rappelle celui décrit par George Orwell dans son roman 1984. Le titre de cette œuvre se réfère à la chanson Aquarela do Brasil dont le thème musical inonde le film. L'intrigue prend forme sur un effet papillon : un insecte tombe dans l'imprimante de l'ordinateur central du Service des recoupements au moment où doit être imprimé le nom d'Archibald Tuttle (le plombier dissident joué par De Niro), le T devenant un B. C'est un Archibald Buttle parfaitement innocent qui fait l'objet d'une brutale arrestation à son domicile. Sam Lowry doit alors traiter cette erreur administrative.
Salué par la critique et bien qu'ayant rencontré le succès en Europe, le long métrage connaît l'échec à sa sortie aux États-Unis, mais devient par la suite un film culte.

## Synopsis
Dans une dystopie totalitaire, industrielle et bureaucratique, hyper-consumériste et polluée, Sam Lowry (Jonathan Pryce) est employé subalterne du gouvernement  - au service des archives -  qui s'échappe d'un réel consternant en se rêvant en guerrier ailé sauvant une fée en détresse.
La préoccupation qui s'impose dans les médias est la lutte contre le terrorisme, les attentats se succédant à un rythme rapide. L'administration est infaillible, mais l'erreur est humaine et, à la veille de Noël, le cadavre d'une mouche tuée par un fonctionnaire impatient se coince dans un téléscripteur du service des recoupements, provoquant une erreur de frappe dans la copie du mandat d'arrêt qu'il recevait. Cela conduit à l'arrestation brutale et à la mort du fait d'un interrogatoire infructueux du cordonnier Archibald Buttle à la place de l'ingénieur-chauffagiste renégat et terroriste présumé Archibald Tuttle.
Ce drame humain se résout au sein du ministère en un imbroglio administratif, qui place le chef de service de Sam dans une situation gênante du fait que son service a débité les frais de l'arrestation sur un mauvais compte. Il appelle à la rescousse son meilleur adjoint, qui n'est autre que Sam. Ce dernier découvre l'origine de l'erreur et propose pour solution de restituer à la veuve de Buttle le trop-prélevé moyennant la signature d'un reçu qui mettrait fin au problème. Mais comme elle n'a pas de compte bancaire, il devra aller lui porter le chèque à domicile. Sur place, il découvre d'une part la réalité misérable du commun des mortels et d'autre part le drame humain résultant de l'incident bureaucratique. Et par le trou découpé au plafond par la milice lors de l'arrestation, qui n'a pas été réparé, il aperçoit la voisine du dessus, Jill Layton (Kim Greist). Or, voici qu'elle ressemble trait pour trait à la femme qui hante les rêves récurrents de Sam. Celui-ci essaie aussitôt d'entamer un dialogue avec elle, mais elle s'échappe et Sam ne parvient pas à la suivre.
Jill, qui n'est pas une personnalité ordinaire, tente avec obstination d'aider Mme Buttle à établir ce qui est arrivé à son mari, mais ses efforts se heurtent à la bureaucratie totalitaire qui refuse que ses erreurs soient rendues publiques. À son insu, la voici désormais considérée comme un agent subversif et une complice terroriste de Tuttle.
Rentré chez lui, Sam découvre une fournaise, il appelle donc au téléphone l'unique structure habilitée à réparer la climatisation, Central Service. Le délai de réparation annoncé est très lointain, ce qui désespère Sam car la situation est urgente. Mais il se trouve que Tuttle (Robert De Niro), qui travaillait auparavant pour Central Service et en est parti à cause de son aversion pour la paperasserie fastidieuse et répétitive, a intercepté l'appel téléphonique de Sam et vient à la rescousse de manière inattendue. Tuttle répare la climatisation de Sam, mais voici que deux employés de Central Service, Spoor (Bob Hoskins) et Dowser (Derrick O'Connor) arrivent inopinément ce qui oblige Sam à les éloigner pour permettre à Tuttle de s'échapper. Il s'en tire en exigeant d'eux un formulaire administratif, ce qui les met en fureur. Les ouvriers vont se venger un peu plus tard en démolissant l'appartement de Sam sous prétexte de maintenance des canalisations... et découvrir la preuve de l'intervention de Tuttle, occasion de lancer une procédure répressive.
Par ailleurs, Sam, qui use des accès que lui donnent sa fonction aux archives découvre que le dossier de Jill est classé secret et que le seul moyen d'y accéder est d'être promu au service de l'extraction d'informations. Il avait jusqu'ici refusé une telle promotion, que tentait de lui imposer sa mère, Ida (Katherine Helmond), séduisante mondaine qui gravite dans les sphères du pouvoir, et doit ses succès à la chirurgie plastique rajeunissante du Dr Jaffe, au contraire de son amie Alma, systématiquement loupée par le Dr Chapmann. Sam revient sur son refus avec l'aide du ministre-adjoint, M. Helpmann (Peter Vaughan), qu'il sollicite lors d'une fête organisée par Ida. Ayant enfin obtenu les coordonnées de Jill, et sa profession de camionneuse, Sam la retrouve in extremis avant qu'elle ne soit arrêtée. Il lui avoue maladroitement son amour, puis provoque un chaos gigantesque en la contraignant à fuir les agents du gouvernement. Ils aboutissent dans un centre commercial et sont témoins d'un nouvel attentat terroriste. Des agents du gouvernement arrivent, matraquent tout le monde et emmènent Sam qui prétendait les empêcher de malmener une victime. Il se retrouve brièvement détenu en garde à vue.
Premier indice de sa disgrâce, Sam est réprimandé à son travail par son nouveau chef, Mr Warrenn (Ian Richardson), qui lui reproche son manque de productivité. Sam rentre chez lui et découvre que les deux employés de Central Service ont repris possession de son appartement, le transformant en glacière. Tuttle apparaît alors en catimini et aide Sam à se venger de Spoor et Dowser en intervertissant deux canalisations ce qui remplit d'eaux usées leurs combinaisons.
Jill trouve Sam devant son appartement et celui-ci l'emmène dans un abri qu'il croit sûr : l'appartement inoccupé d'Ida. Profitant de sa connaissance des lieux ministériels, Sam la laisse le temps d'accéder au bureau de M. Helpman et de falsifier l'état civil de Jill pour la définir comme décédée, mettant ainsi fin à la traque qui la concernait. Les deux amants partagent enfin la nuit de passion amoureuse dont Sam rêvait. Mais le lendemain matin, un commando de policiers débarque soudainement et les arrête. Sam apprend ensuite que Jill a été tuée alors qu'elle résistait à son arrestation. Accusé de trahison pour avoir abusé de son nouveau poste, Sam est soumis à interrogatoire, ligoté sur une chaise dans une impressionnante pièce cylindrique vide, afin d'être torturé par son vieil ami, Jack Lint (Michael Palin) dont c'est la fonction au ministère de l'information.
Alors que Jack est sur le point de commencer la séance de torture, le voici tué d'une balle en plein front. C'est Tuttle et un commando de résistants qui font irruption, tombant littéralement du ciel, délivrent Sam en un combat héroïque et font exploser le bâtiment du ministère. Sam, désormais passé dans le camp des terroristes, et Tuttle s'enfuient ensemble, mais au moment où les deux hommes semblent sauvés, Tuttle disparaît sous les yeux de Sam, englouti en pleine rue par une myriade de feuilles de paperasse surgies des airs. La poursuite policière reprend. Sam parvient chez sa mère où il tombe en pleine cérémonie funéraire mondaine. C'est l'amie d'Ida, qui est décédée à la suite d'une énième opération de chirurgie esthétique à l'acide. Sam retrouve sa mère rajeunie au point d'être maintenant semblable à Jill et trop occupée à être adulée par de jeunes hommes pour se soucier du sort de son fils. Les agents du gouvernement surviennent, interrompant les funérailles et renversant le cercueil de la défunte. C'est en tombant dans celui-ci que Sam échappe à nouveau à ses poursuivants. Traversant un vide obscur, il atterrit dans une rue de ses rêveries et tente d'échapper à la police et aux monstres en escaladant un tas de conduits flexibles. Il ouvre une porte,et se retrouve à sa surprise émerveillée dans le camion conduit par Jill. Les deux quittent la ville ensemble, et parviennent, au bout de la route, dans un univers naturel verdoyant. Ce « happy end » dont le tour onirique révélait la vraie nature s'avère une chimère ; nous retrouvons Sam toujours attaché à sa chaise de torture, inerte et béat sous l'oeil critique de Jack et de M. Helpmann qui le déclarent perdu et quittent la pièce. Sam, qui s'est définitivement réfugié dans son rêve intérieur, demeure souriant et fredonnant Aquarela do Brasil pour lui-même.

## Fiche technique
- Titre original et français : Brazil
- Réalisation : Terry Gilliam
- Scénario : Charles McKeown, Tom Stoppard et Terry Gilliam
- Musique originale : Michael Kamen
- Musique additionnelle : Kate Bush (chanson Sam Lowry's 1st Dream)
- Photographie : Roger Pratt
- Décors : Norman Garwood
- Direction artistique : John Beard et Keith Pain
- Effets spéciaux : George Gibbs (en) et Richard Conway (en)
- Costumes : James Acheson
- Montage : Julian Doyle (en)
- Production : Arnon Milchan
  - Coproduction : Patrick Cassavetti
- Sociétés de production : Embassy International Pictures et Brazil Productions
- Distribution : Universal Pictures
- Pays de production :  Royaume-Uni,  États-Unis
- Langue originale : anglais
- Genre : science-fiction, dystopie, comédie noire
- Durée : 142 minutes (version européenne / director's cut)
- Format : couleurs (Technicolor) - 1,37:1 ou 1,85:1 - Super 35mm (en) - Dolby SRD
- Dates de sortie :
  - France : 20 février 1985
  - Royaume-Uni : 22 février 1985
  - Canada : 18 décembre 1985
- Classification :
  - France : interdit aux moins de 12 ans en lors de sa sortie

## Distribution
- Jonathan Pryce (VF: Pierre Vernier) : Sam Lowry
- Robert De Niro (VF: Michel Derain) : Harry Tuttle
- Kim Greist (VF: Maïk Darah) : Jill Layton
- Katherine Helmond (VF: Mony Dalmès) : Ida Lowry, la mère de Sam
- Ian Richardson (VF: Michel Beaune) : M. Warren
- Ian Holm (VF: Philippe Ogouz) : M. Kurtzmann
- Bob Hoskins (VF: Daniel Russo) : Spoor
- Derrick O'Connor (VF: Dominique Collignon-Maurin) : Dowser
- Michael Palin (VF: Bernard Alane) : Jack Lint
- Peter Vaughan (VF: Louis Arbessier) : M. Helpmann
- Jim Broadbent (VF: William Sabatier) : Dr Jaffe
- Terry Gilliam : un des trois espions/voyeurs sur la route de Sam Lowry (caméo non crédité)
- Barbara Hicks (VF : Catherine Cerda) : Mme Terrain
- Charles McKeown (VF: Michel Paulin) : Lime
- Jack Purvis (VF: Claude Rollet) : Dr Chapman
- Don Henderson (VF: Michel Barbey) : un policier
- Roger Ashton-Griffiths : le prêtre

Source : VF[réf. nécessaire]

## Production

Logotype du Ministère de l'Information dans le film.

### Genèse
Avec The Crimson Permanent Assurance — séquence d'ouverture de quinze minutes du film Monty Python : Le Sens de la vie (The Meaning of Life) et satire brillante sur un groupe de vieux fonctionnaires qui déclenchent une mutinerie contre leurs superviseurs — l'ex-Monty Python Terry Gilliam réalise un préambule à son film culte, Brazil. Baroque, post-moderne, néo-expressionniste, Brazil décrit un univers sombre, oppressant et fourmillant de détails, que l'on retrouve dans d'autres œuvres du réalisateur tels que Bandits, bandits (Time Bandits), Jabberwocky ou encore L'Armée des douze singes (Twelve Monkeys).

#### Brésil
Contrairement à ce que son titre laisse supposer, le film ne montre pas de lien direct et explicite avec le Brésil, mais plutôt avec le texte de la chanson Aquarela do Brasil (Ary Barroso) qui inonde continuellement ce film de variations orchestrales (Michael Kamen). Il s'agirait également du pays de provenance de l'insecte brouillant les pistes entre Buttle et Tuttle au début du film. En effet, l'idée originale de la séquence d'ouverture consistait à suivre le vol d'un insecte à partir d'une forêt brésilienne rasée par d'énormes scies mécaniques, avant de finir écrasé sur le mur d'un bureau du Ministère de l'Information (M.O.I.), entraînant la réaction en chaîne kafkaïenne que nous connaissons. Cette scène compliquée est l'une de celles que Gilliam a dû abandonner afin de respecter son budget.

#### Titre
Voici l'explication de Gilliam : 

« La première idée de Brazil, c'est une image. Je faisais du repérage au pays de Galles en vue du tournage de Jabberwocky, et je visitais une petite ville industrielle avec des aciéries. Une ville horrible dans une région minière. La plage était complètement noire, à cause de la poussière de charbon. C'était tellement noir qu'on se serait cru à la tombée de la nuit. Je suis allé sur la plage, une sorte de décharge publique, et j'ai vu un homme assis seul, avec un transistor, passant d'une station à l'autre et tombant par hasard sur le thème de la chanson Brazil (de Ary Barroso). Un rythme semblable n'existe pas dans son monde. De toute sa vie, cet homme n'avait jamais écouté une musique pareille, entraînante, romantique, gaie, syncopée et évocatrice d'évasion latine, suggérant qu'au-delà des tours d'aciers et des gratte-ciel se trouve un monde luxuriant et paisible. Parce que cette musique l'obsède, elle changea sa vie. Pour cette raison, je tenais à ce que le titre du film soit celui de cette chanson. »

#### Idée fondatrice
« De prime abord, raconte Gilliam, Brazil s'intéresse à un fonctionnaire sans histoire, Sam Lowry, qui travaille au sein d'une énorme machine bureaucratique, le Ministère de l'Information, dont il devient rapidement la victime. C'est aussi l'histoire de quelqu'un qui ne prend pas la réalité au sérieux et qui perd trop de temps à rêver. »

### 1984de George Orwell
Durant l'année 1984, un véritable déluge d'articles, livres, entrevues et discours ont été voués aux visées prophétiques de George Orwell et de son classique littéraire, écrit en 1948. Dans ce contexte, il n'était pas surprenant de voir une seconde adaptation cinématographique, signée Michael Radford, prendre l'affiche. 

« Ils ont fait une grosse erreur avec 1984, affirme Gilliam. Nous y sommes en 1984, et ce qu'ils nous montrent n'a strictement rien à voir avec la réalité que nous vivons aujourd'hui. En fait, ils auraient dû appeler ça 1984 ½ ! J'ai eu peur qu'ils fassent la même chose que nous. Brazil est sur aujourd'hui, 1984 sur 1948. Ce qui m'ennuie dans le film de Radford, c'est que la technologie est absurde. Celle de Brazil ne fonctionne peut-être pas, mais elle correspond à l'époque et a une signification. »

Ainsi Brazil se présente-t-il comme une interprétation postmoderne des visées prophétiques de George Orwell. On y retrouve l'aspect dictatorial d'un empire bureaucratique auquel Sam Lowry, personnage principal, se trouve confronté. Alors qu'il se révolte progressivement contre le système — ce qui se traduit par le réalisme et la brutalité de plus en plus exacerbée de ses rêves —, il suit la trace de la femme qui le hante, Jill, qui se révèle être un personnage plutôt insoumis et irrévérencieux. C'est cette quête de la réalité qui éloignera Sam de l'illusoire ambition bureaucratique et lui opposera une prise de conscience et de recul dans la découverte de choses simples et fondamentales.
À l'instar de 1984, Brazil aborde donc la problématique de la responsabilité individuelle dans un système totalitaire. La réplique lancée par l'ami tortionnaire de Sam Lowry, « Ne rends pas les choses plus compliquées que ce qu'elles sont », est à ce sujet fort éloquente. L'atmosphère générale qui se dégage du film — qui prête souvent à sourire vu l'absurdité des situations montrées et le jeu des acteurs (par exemple, l'intervention des plombiers des Services centraux, ou celle de Harry Tuttle) — est toutefois très différente de celle du livre. Alors que le 1984 de Radford suit de très près la veine littéraire d'Orwell, Brazil prend des libertés, des distances, et laisse entrevoir d'autres influences.

### Tournage
Le monde divergent de Sam Lowry proposait à l'équipe de Terry Gilliam une croisière cinématographique sans escale, qui débutait en novembre 1983. Avec un modeste budget de quinze millions de dollars et seulement douze courtes semaines de préproduction, la recherche de solutions innovatrices de même qu'une économie de ressources humaines et matérielles devenaient les ingrédients de base pour mener à terme le projet.

#### Lieux de tournage
La chambre de torture a été filmée à l'intérieur d'une tour aéroréfrigérante.
Les scènes « urbaines » types Metropolis et celle de la chapelle mortuaire ont été tournées aux Espaces d'Abraxas situés à Noisy-le-Grand.

#### Séquences de rêve
Pour réaliser les nombreuses séquences de rêve, Gilliam a fait appel au vétéran des effets spéciaux George Gibbs (en), de même qu'au concepteur de modèle réduit Richard Conway (en), avec lesquels il avait précédemment travaillé sur Monty Python : Le Sens de la vie (The Meaning of Life).

##### L'homme volant
Parmi les séquences d'effets spéciaux désirées par le réalisateur, il y avait celle du rêveur Lowry volant librement dans un ciel nuageux, tentant de rejoindre la figure idyllique qui représente la femme de ses rêves. Hormis les gros plans du personnage, cette séquence a été entièrement réalisée par l'équipe des modèles réduits. C'est dans les studios Lee International Soundstages que le décor, mesurant vingt-cinq mètres de long sur douze mètres de largeur, a été construit par l'équipe de Richard Conway (en). Comme avec la plupart des modèles miniatures, l'homme volant devait être filmé à une vitesse cinq fois supérieure à la normale, afin de conférer grâce et fluidité à ses mouvements lorsque projeté à la vitesse normale de vingt-quatre images à la seconde. La plupart des caméras possédaient à cette époque une vitesse normale de soixante-deux images à la seconde, mais celle utilisée par l'équipe de Conway était une version modifiée de la Mitchell Camera, qu'ils ont pu faire tourner à la vitesse requise de cent vingt images à la seconde.

##### Les monolithes
L'un des défis majeurs était de réaliser la scène dite « des monolithes », alors que d'immenses colonnes de briques surgissent du sol en soulevant la terre, bloquant la route à l'homme volant. « Quelqu'un a dit que les rêves sont sexuels, commente Gilliam. Lorsque les monolithes sortent de terre, ce sont d'immenses érections qui lui bloquent la vue. » Gibbs ajoute : « Puisque Terry voulait avoir des plans en plongée et en contre-plongée impliquant des panoramiques verticaux, une maquette du paysage, faisant huit mètres de large sur dix-huit mètres de long, a dû être construite. La maquette était installée sur une plate-forme, à environ trois mètres dans les airs, afin de nous permettre de pousser les monolithes vers le haut grâce à un système de pression hydraulique. Après chacune des prises, tout le décor de surface, c'est-à-dire le gazon et les arbres, devait être entièrement reconstruit. »

##### Les yeux (séquence coupée au montage)
La séquence des monolithes est sans doute la plus impressionnante du film au niveau visuel, mais le rêve qui avait été initialement prévu, et qui avait convaincu le producteur Arnon Milchan de produire le film, voyait plutôt Sam transporter Jill, emprisonnée dans sa cage, loin des monolithes, vers une vaste étendue campagnarde. Les deux protagonistes découvrent alors qu'ils survolent en fait un océan de globes oculaires les fixant intensément, et que le ciel s'ouvre au-dessus d'eux en aspirant la cage de Jill, abandonnant Sam dans l'obscurité. Un hommage à Dali qui a été tourné, mais coupé au montage final parce que Gilliam n'en était pas satisfait.

#### Le robot
George Gibbs explique : « Terry Gilliam nous a dit qu'il voulait également une sorte de caméra robotisée qui allait jouer un rôle important dans la scène où Sam aperçoit Jill pour la première fois, dans le hall du Ministère de l'Information. Les images tournées par cette caméra de surveillance mobile, supposée renifler et tâter ses victimes, allaient être visibles dans le film, alors nous devions faire en sorte que le prototype soit à la fois élégant et fonctionnel. Nous nous sommes servis d'une véritable caméra de surveillance montée sur chariot, que nous avons relié à un bras télécommandé fabriqué à partir d'un télescope électronique, d'un support à lampe, de pièces d'équipement dentaire et de lampes provenant d'anciennes radios. »

#### La chute de Tuttle
Richard Conway (en) était responsable de la séquence où le personnage de Tuttle (Robert De Niro), saute du balcon de Lowry, attaché à une corde le menant vingt étages plus bas. La partie réelle de cette séquence a été tournée du haut d'un appartement de Noisy-le-Grand, notamment aux Espaces d'Abraxas dans l'agglomération de Paris, avec un cascadeur se jetant dans le vide depuis le garde-corps du balcon. La suite a été tournée à l'aide d'une figurine de cinq pouces, construite par l'équipe de Conway. « La figurine, explique Conway, était faite de plomb, afin qu'elle soit assez lourde pour accélérer à la vitesse voulue en descendant le fil. Nous avons aussi construit une maquette de l'immeuble qui faisait cinq mètres de haut, afin de s'accorder le maximum de profondeur de champ. Les autres petits immeubles étaient fabriqués d'un plâtre à prise rapide très malléable permettant aux sculpteurs de travailler vite et avec grande précision. Le plâtre offre un autre avantage qui n'est pas négligeable : lorsque vous tournez à très grande vitesse, vous avez besoin de beaucoup de lumière. Des modèles en plastiques fondraient sous la chaleur des projecteurs, un problème majeur que le plâtre permet d'éviter. »

#### La poursuite en camion
Cette fameuse séquence « mobile » de Brazil, qui n'est pas sans rappeler celles de Duel ou des Aventuriers de l'arche perdue de Steven Spielberg, est une combinaison de modèles réduits et d'un tournage à l'échelle humaine en banlieue de Paris. « Puisqu'au départ nous n'avions pas encore le camion, précise Gilliam, nous avons filmé seulement les points de vue subjectifs des personnages. Nous avons tout simplement posé un faux capot sur l'avant d'une voiture, puis fixé la caméra sur le toit, l'objectif pointant vers le bas. Plus tard, nous avons pu tourner les plans d'une vraie poursuite entre véhicules, alternant avec ceux des modèles réduits pour obtenir l'effet voulu. » Le tracteur utilisé par Jill est un Scammell S24, tous terrains, destiné au transport de char d'assaut.

#### Les amants surpris au lit par la milice
Cette séquence, l'une des seules qui s'inspirent du 1984 de Michael Radford, offre dans Brazil une curieuse surprise : un plan en totale plongée présentant un voile se refermant tel un diaphragme, enveloppant le couple enlacé, étendu sur un lit. « Les formes courbes, rondes, sont féminines, les échappées dures sont masculines, explique Gilliam. Tout ce qui impliquait la bureaucratie avait des formes dures, agressives, masculines. Les autres étaient plus douces, plus féminines ; ainsi l'escalier qui mène chez la mère (Katherine Helmond) est une spirale, un cocon. Dans la scène de la chambre à coucher, la rondeur du canapé, l'érotisme des formes, c'était prévu, mais pas le plan en plongée dans le cylindre formé par le rideau, que j'aime beaucoup. Nous avions deux manières de tourner cette scène, soit en les montrant sautant partout sur le lit en baisant comme des malades, soit en faisant comme dans les films d'antan, avec une fermeture à l'iris ou avec un mouvement d'appareil qui va cadrer autre chose. » L'effet a été remarqué par l'un des cadreurs alors qu'il préparait le plan en plongée de Sam et Jill. Vu du haut, le voile formait un cercle parfait, et Gilliam a découvert qu'en le tournant sur lui-même, il formait une série de cercles concentriques rappelant ceux d'un iris, en même temps qu'il offrait une allusion érotique cohérente avec la logique du réalisateur.

#### La mort de Tuttle
C'est en se réfugiant dans ses rêves que Sam Lowry fait exploser le Ministère de l'Information, après une scène rendant hommage au film Le Cuirassé Potemkine de Sergueï Eisenstein où la célèbre scène du landau dévalant le grand escalier d'Odessa devant les soldats tirant dans la foule, remplace le dit landau par un chariot d'aspirateur. En compagnie de Tuttle, il s'éloigne de la pluie de papier qui en résulte, tentant de disparaître à travers la foule. C'est alors que Tuttle est étrangement « attaqué » par le papier émergeant de l'explosion ; factures et formulaires bureaucratiques recouvrent son corps comme pour l'avaler. « Nous avons d'abord recouvert son costume d'une fine couche de colle, puis soufflé en sa direction une série de papiers pour qu'ils s'y collent, explique George Gibbs (en). Puisqu'un simple ventilateur ne nous accordait pas suffisamment de contrôle sur la direction des papiers, nous avons utilisé une série de bouches d'aération, similaires à celles que l'on retrouve dans les immeubles et qui permettent à l'air de suivre les courbes sans perdre de sa vélocité. Pour d'autres plans, les feuilles de papier étaient d'abord collées sur le costume puis retirées grâce à des fils invisibles, le film défilant à l'envers. » Quand Sam, ralenti par la foule, tente de porter secours à Tuttle, il ne reste plus rien, si ce n'est qu'une silhouette de papiers rapidement dissipée par le vent. « Tuttle est dévoré par son plus grand ennemi, explique Gilliam. L'archétype du Héros a été défait. Il fait dorénavant partie du délire de Sam, alors que l'univers de ce dernier s'écroule, avalé par la bureaucratie. C'est aussi ce qui reste de nous après notre mort : des papiers. »

#### La chambre d'extermination
Gilliam avait des idées très spécifiques sur ce dont la chambre d'extermination devait avoir l'air, mais c'est en jetant fortuitement un coup d'œil à l'intérieur d'une tour de refroidissement de la centrale électrique de Croydon (en), autour de laquelle l'équipe tournait depuis quelques jours, que Gilliam a remis ses idées en question : « J'avais toujours voulu que les édifices du Ministère de l'Information soient réguliers et anguleux, avec des formes très découpées, sans aucune courbe. Mais quand j'ai vu l'intérieur de la tour, j'ai dû y renoncer. Le lieu était si étonnant qu'on ne pouvait tout simplement pas passer à côté. »

## Sortie et accueil

### Conflit avec Universal
La fin du tournage a vu un conflit entre Terry Gilliam et ses producteurs, notamment Sidney Sheinberg (à l'époque à la tête d'Universal Pictures), qui souhaitait des changements radicaux dans la structure du film. Gilliam explique : « Quelqu'un suggérait de finir le film lorsque Sam et Jill vont au lit ensemble, puis s'envolent vers le ciel… Un autre proposait de finir lorsque Sam et Tuttle font exploser l'édifice du Ministère de l'Information, ce qui aurait fait de Brazil un film de vengeance à la Rambo. Les gens de Universal ne savaient pas ce qu'était Brazil. Ils ne comprenaient pas le film. Pour eux, l'important était d'enlever tout ce qui pouvait déranger le public, en fait, tout ce qui le rendait intéressant. »
Ce conflit fait désormais partie de l'histoire du cinéma et est relaté dans le documentaire The Battle of Brazil. Pressentant qu'une démarche juridique était vouée à l'échec, Gilliam engagea une véritable bataille médiatique au cours de laquelle il organisa des projections secrètes pour les journalistes, et acheta une pleine page dans Variety portant simplement le message :
« Dear Sid Sheinberg, 
when are you going to
release my film “BRAZIL”?
Terry Gilliam. »
(« Cher Sid Sheinberg, quand allez-vous sortir mon film Brazil ? » Gilliam joue sur le double sens de release en anglais : à la fois libérer et sortir (un film)).
Le conflit avec Universal engendre trois versions différentes du film. La première, celle des producteurs, comporte une fin heureuse (happy ending) et dure 94 minutes. La deuxième, américaine, dure 132 minutes. À noter que le réalisateur retient alors les suggestions de Sheinberg pour modifier le début et la fin du film. La version internationale s'ouvre sans musique. La première image n'est pas le travelling dans le ciel, mais le zoom out sur le moniteur de télévision. Il se termine avec Sam sur la chaise de torture et les murs gris de la chambre comme toile de fond. Sheinberg avait dit que la fin serait plus acceptable avec des nuages à la place de ces murs. Gilliam a donc acheté des plans de ciel du producteur de L'Histoire sans fin (Neverending Story) au cas où les siens ne fonctionneraient pas. Le mouvement était spectaculaire et Gilliam était d'accord avec ces deux changements. La troisième version dite européenne est la version jugée finale par Terry Gilliam, d'une durée de 142 minutes.

### Critique
L'année de sa sortie aux États-Unis, The New York Times souligne un film dégageant une vision enjouée et satiriques de la société. Los Angeles Times  parle d'une satire post orwellienne brillante, épuisante et sauvagement drôle.
L'année de sa sortie en France, Le Monde parle d'un film terrible et burlesque.
En 2019, Télérama le qualifie d'œuvre visionnaire et film culte. La RTBF souligne un chef-d'œuvre sans défauts.
En 2021, Le Soir rappelle que Brazil fut un des films cultes qui marqua le Festival de Cannes à sa sortie.
En 2023, Radio France le qualifie de film inclassable de science-fiction, de burlesque et de fable moderne.

### Box-office
Le film totalise 9 929 135 $ au box-office américain. En France, il attire 1 019 132 spectateurs en salles.

## Distinctions

### Récompenses
- Trois LAFCA Awards en 1985 : meilleur film, meilleur réalisateur et meilleur scénario original.
- En septembre 2011, Time Out London publie un top 100 des meilleurs films de comédie ; le film se retrouve en 98e position[27].

### Nominations
- Oscars 1986 :
  - meilleur scénario original
  - meilleure direction artistique

## Postérité
Le magazine de cinéma français Brazil emprunte son nom au film, qui est considéré comme emblématique d'une certaine vision du cinéma.
La publicité Mazda : Le punk, en 1987, parodie le film Brazil.
L'émission humoristique Les Guignols de l'info a repris l'aspect bureaucratique oppressant décrit dans Brazil pour imaginer la World Company. Dans les sketchs illustrant la multinationale fictive, Les Guignols... réemploie fréquemment comme leitmotiv la musique « Central Services/The office » issue de la bande originale de Brazil et qu'on entend dans les scènes de bureaucratie du film.
Cette dernière est aussi utilisée pour le générique de la série Flander's Company.

## Analyse

### Influences
Même si le style de Gilliam est hautement personnel et maîtrisé, l'influence de ses pairs, parmi lesquels les incontournables Eisenstein, Kurosawa, Alfred Hitchcock et Kubrick, n'est pas absente au sein de son œuvre. Également influencé par d'autres formes artistiques, Brazil emprunte en littérature aux Franz Kafka, Frank Capra, Walter Mitty, Jonathan Swift et Jules Verne, empiétant également du côté de la peinture avec les Salvador Dalí, Pieter Brueghel l'Ancien, Bosch, Magritte, Escher, Rembrandt et même Tenniel, l'illustrateur de Alice au Pays des Merveilles (Alice in Wonderland).
- Pieter Brueghel l'Ancien (1525-1569) : les tableaux de Pieter Brueghel l'Ancien ont grandement influencé Gilliam dans la conception esthétique de Brazil. « La peinture abstraite, affirme le réalisateur, est devenue quelque chose qui traite de la peinture, comme une sorte de maniérisme. Alors que l'art traite de la vie et du réel, l'abstrait ne traite de rien. C'est pourquoi j'aime Bruegel : il y a tant d'humanité dans chacun de ses détails. Chaque personnage est unique et fait quelque chose de particulier. Le tableau peut avoir pour sujet un grand événement, comme la Crucifixion, mais à l'arrière-plan, il y a toujours quelqu'un faisant quelque chose. Il y a plus de vie là-dedans que dans des rectangles et des carrés. Regarder la réalité est plus intéressant[29]. »
- Don Quichotte de Cervantes (1605–1615) : particulièrement par le symbolisme utilisé lors des séquences de combat oniriques de Sam Lowry, et plus généralement dans sa quête de plus en plus fervente d'un rêve perdu au milieu d'un monde gouverné par la bureaucratie. Gilliam tente une adaptation cinématographique de cette œuvre quinze ans plus tard, en 2000[30], et qu'il réussit à sortir en 2018 sous le titre L'Homme qui tua Don Quichotte.
- Ce qui se passa sur le pont de Owl Creek d'Ambrose Bierce (1890) : le cerveau de Sam Lowry se réfugiant dans ses songes pour se protéger de la torture, il s'imagine être sauvé par son bienfaiteur Tuttle. Le phénomène n'est pas sans rappeler celui décrit dans la célèbre nouvelle Ce qui se passa sur le pont de Owl Creek (An Occurrence at Owl Creek Bridge) d'Ambrose Bierce, où un homme condamné à la pendaison trouve dans le rêve une occasion de s'évader. Dans Brazil, cette scène devient un pivot narratif important, faisant converger le récit vers une conclusion troublante, dans laquelle rêve et réalité se confondent dans une extraordinaire maîtrise de la mise en scène.
- Le Procès de Kafka (1925) : au même titre que la plupart des films de Terry Gilliam, Brazil traite, par une richesse de tons parfois déstabilisante (mêlant poésie, cynisme et humour absurde), de l'intimité du rapport entre le rêve et la réalité, ici mis en exergue par celui de l'individu face au système. C'est pourquoi il est aussi possible de rapprocher Brazil du Procès de Kafka, notamment par l'absurdité progressive des situations opposant Sam Lowry à un ordre apparaissant comme à la fois insolite et terrifiant. On peut également noter de nombreuses similitudes, tant dans l'esthétique et les motifs que dans les techniques employées, entre Brazil et Le Procès, film d'Orson Welles adapté de l'œuvre littéraire.
- Le Cuirassé Potemkine de S. M. Eisenstein (1925) : lorsque Tuttle et Lowry tentent de s'enfuir du Ministère de l'Information, Gilliam en profite pour faire allusion à la fameuse tuerie du film sus-cité, un appel viscéral à la révolte contre l'autorité qui, sans la participation de la classe ouvrière, s'avérait futile. Dans cette scène, une femme de ménage reçoit un projectile en plein centre de ses lunettes et un aspirateur est substitué au landau du bébé associé au Cuirassé Potemkine, les forces de l'ordre descendent les marches du M.O.I. comme les soldats du Potemkine celles d'Odessa[31].
- Metropolis de Fritz Lang (1927) : les décors de Brazil — qui n'ont pas échappé à l'influence de ceux d'Otto Hunte dans Metropolis — comportent une structure tubulaire omniprésente. « Je suis obsédé par les viscères, mécaniques ou organiques, et j'ai toujours été fasciné par le fonctionnement interne des choses, précise Gilliam. J'aime cette idée que « Central Services » comble tous nos besoins, et que chacun accepte de voir cette structure envahir sa demeure pour avoir accès à ses services[32]. »
- Le Triomphe de la volonté de Leni Riefenstahl (1935) : dès l'ouverture de son film, Terry Gilliam nous situe : « 8 h 49. Noël. Quelque part au vingtième siècle… », indication superposée sur un ciel nuageux dans lequel « flotte » littéralement la caméra, allusion au célèbre film de propagande de Leni Riefenstahl.
- Les Sept Samouraïs d'Akira Kurosawa (1954) : dans la version européenne du film, la séquence du samouraï se déroule en continuité en une longue séquence a contrario de la version américaine divisée en trois parties distinctes. Le samouraï est une référence, un hommage indirect à Akira Kurosawa, un des maîtres de Gilliam, et aussi un clin d'œil ironique à la haute technologie qui provient souvent du Japon[33].
- Les Sentiers de la gloire de Stanley Kubrick (1957) : l'une des scènes clés du film s'ouvre sur un impressionnant mouvement de caméra dans le lieu de travail de Sam Lowry, où virevoltent dossiers et formulaires et où s'agitent en tous sens une foule de bureaucrates. Cette scène, tournée dans une usine de farine abandonnée du Royal Victoria Dock (en) de Londres serait, nous dit Gilliam, « un hommage à Stanley Kubrick, qui a utilisé ce genre de travelling pour traverser les tranchées du champ de bataille dans Les Sentiers de la gloire (Paths of Glory)[34]. »
- Sueurs froides d'Alfred Hitchcock (1958) : le plan où Sam plonge dans le cercueil de Mrs Terrain ressemble en tous points à la chute de James Stewart dans Sueurs froides (Vertigo). Filmé contre un écran bleu troqué par le décor en post-production, ce plan répond une fois de plus au conflit entre le rêve et la réalité exploré par Gilliam.
- Le Tigre du Bengale de Fritz Lang (1959) : plusieurs plans de la scène de rêve postérieure à l'arrestation de Sam Lowry sont inspirés du premier volet du diptyque Le Tigre du Bengale / Le Tombeau hindou, films réalisés par Fritz Lang, sortis en 1959. Lorsque Sam Lowry, au cours des obsèques d'Alma Terrain, tombe dans un puits partant du cercueil de la défunte, il échoue dans un monde sombre, où il est poursuivi, jusqu'à l'issue apparente, par des personnages rappelant fortement les lépreux poursuivant jusqu'à la porte de la léproserie clandestine le personnage de Harald Berger (Henri Mercier dans la version française).
- Psychose d'Alfred Hitchcock (1960) : la scène montrant Jill lors de l'arrestation de Buttle rappelle singulièrement la fameuse scène de la douche de Psychose, à plusieurs titres : Le décor, une salle de bain avec baignoire et carreaux blancs, est similaire, tandis que le personnage de Jill présente une certaine ressemblance physique avec celui de Marion Crane — elle pourrait en être une version dégradée. Dans le film que regarde Jill (Les Noix de coco, des Marx Brothers) on peut entendre une réplique (« We have no vacancies… but we've got plenty of rooms »), qui pourrait être un écho de plus au contexte et aux dialogues du film d'Hitchcock. L'apparition d'une silhouette dans un miroir, et surtout la musique faite d'une répétition similaire d'accords stridents, complètent cette référence et hommage au maître du suspense. Les attentes du spectateur sont cependant détournées de manière presque comique, puisque ça n'est pas à la jeune femme que l'on s'attaque, mais à la famille vivant au-dessous. Cette musique est également reprise à la fin, lorsque le rêve de Sam Lowry se termine et que l'on aperçoit avec effroi les deux tortionnaires.
- Huit et demi de Federico Fellini, un grand réalisateur que Gilliam cite souvent comme l'une des influences déterminantes sur son style visuel lors de la réalisation de ses films[35].

Lorsque Gilliam dit qu'ils auraient dû appeler ça 1984 ½, il mêle astucieusement le 1984 d'Orwell et le 8 ½ tourné en 1963 de Federico Fellini.
Ce mariage des deux styles sera omniprésent dans les ambiances ressenties tout du long de Brazil.

### Radio
- « "Brazil" de Terry Gilliam », France Culture, série « Les films qui ont changé le monde », par Olivia Gesbert, avec Stéphane Brizé (cinéaste), Patrick Marcel et Philippe Sisbane (professeur de cinéma), le 3 août 2023.

### Édition DVD
- zone 2 : Brazil, 20th Century Fox Home Entertainment, 2003,  (EAN 8-712626-014577).